# Zespół Duane’a

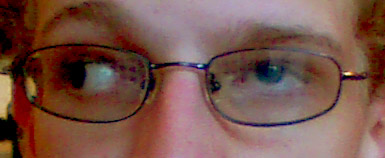
Osoba z zespołem Duane’a próbująca spojrzeć w prawo. Lewe oko nie wykonuje zwrotu, zamiast tego kieruje się lekko ku górze

Zespół Duane’a (anomalia Duane’a, zespół retrakcyjny, zespół Stillinga-Türka-Duane’a, ang. Duane [retraction] syndrome, DS) – rzadka wrodzona choroba związana z zaburzeniami w ruchach gałek ocznych. Wiążą się one z nieprawidłowym rozwojem nerwu odwodzącego. Choroba występuje z częstością 1:10000. 1% do 5% osób z zezem wykazuje cechy zespołu Duane’a.

## Historia
Prawdopodobnie choroba została po raz pierwszy opisana przez Williamsa w 1875 roku, a następnie przez okulistę Jakoba Stillinga w 1887. W 1895 chorobę opisał Sinclair. Kolejny opis znajdujemy w Über Retraktionsbewegungen der Augen Siegmunda Türka z 1896 roku. W tym samym roku chorobę opisał Bahr, a w 1900 Wolff. W 1905 roku amerykański okulista Alexander Duane przedstawił w artykule Congenital deficiency of abduction, associated with impairment of adduction, retraction movements, contraction of palpebral fissure and oblique movements of the eye bardziej szczegółowy opis choroby opierając się na 14 przebadanych przez siebie przypadkach, a także 40 innych, które znalazł w literaturze. 16 kwietnia 1910 roku Henry Cooper w artykule A series of cases of congenital ophthalmoplegia externa (nuclear paralysis) in the same family opublikowanym w British Medical Journal, a opisującym czteropokoleniową rodzinę cierpiącą na tę chorobę. Grupa Hotchkissa w 1980 roku potwierdziła badaniami autopsyjnymi dwojga chorych dysfunkcję rozwojową nerwu odwodzącego jako przyczynę zespołu. W 1985 z zespołu Duane’a wydzielono odrębną jednostkę chorobową – zespół Okihiro.

## Genetyka
Zespół Duane’a jest jedną z rzadkich wad wrodzonych. Nieprawidłowy rozwój struktur nerwowych (wywołany niewłaściwym działaniem genów) ma prawdopodobnie miejsce między 3. a 8. tygodniem ciąży. Cierpi na niego ok. 0,1% populacji. W 90% przypadków jej przyczyną jest mutacja de novo, w pozostałych jest dziedziczona autosomalnie dominująco – potwierdzono jeden przypadek rodziny w której choroba występowała w czterech pokoleniach i 3 przypadki jej występowania w trzech pokoleniach. Kobiety chorują na ten zespół częściej niż mężczyźni (53,5–64% w zależności od źródła danych). Genetyczne podstawy choroby nie są do końca znane. Ogólnie zespół Duane’a dzieli się na 2 typy:
- DURS1 (OMIM )
- DURS2 (OMIM #604356)

W wypadku odmiany DURS2 wykryto mutacje w genie CHN1 dla n-chimeryny (chromosom 2, 2q31-q32.1). Obecnie znanych jest 7 typów mutacji w tym genie.
W przypadku odmiany DURS1 sytuacja jest znacznie bardziej skomplikowana, a naukowcy nie są zgodni w tej kwestii. Wielu sugeruje wielogenową etiologię; większość specjalistów lokuje jednak przyczynę w chromosomie 8 (8q13). W wypadku wielogenowego dziedziczenia najczęściej brane pod uwagę są delecje w obrębie chromosomu 4 i 8, a także obecność chromosomu markerowego, którego materiał pochodzi prawdopodobnie z chromosomu 22.
Zespół Duane’a występuje zazwyczaj jako odrębna jednostka chorobowa i w 70% jest jedyną dolegliwością pacjenta. Czasem jednak jest składową dwóch bardziej złożonych chorób:
- zespołu Okihiro (zwanego często po angielsku Duane radial ray syndrome)
- zespołu przyległych genów BOR-zespół Duane’a-wodogłowie

Może on być również skojarzony z niektórymi chorobami cechującymi się głównie (a przynajmniej nie tylko) objawami pozaocznymi; objawy takich chorób w których występuje dodatkowo zespół Duane’a określa się mianem „Duane dodatnich”. Wśród tych chorób i objawów należy wyróżnić:
- zespół Klippla-Feila
- zespół Goldenhara
- zespół Wildervancka
- zespół Holt-Orama
- zespół kwiatu powoju
- zespół Verloesa-Depreza
- zespół Marcusa Gunna
- autyzm
- różnobarwność tęczówki
- embriopatia talidomidowa
- warianty kolobomy
- odbiorcze defekty słuchu pochodzenia nerwowego

## Objawy i diagnoza
Choroba jest prawie zawsze rozpoznawana przed 10 rokiem życia i jest przyczyną 1–5% przypadków zeza (dokładniejsze francuskie badania z 1996 roku podają wartość 1,9%). Jej objawy związane są z niewłaściwym rozwojem (aplazja, hipoplazja) nerwu odwodzącego odpowiadającego w oczodole za unerwienie mięśnia prostego bocznego. Pacjenci z zespołem Duane’a nie mogą wykonać ruchu odwodzącego oka (tzn. w kierunku ucha). Większość z nich ma również bardzo ograniczoną możliwość jego przywiedzenia (tzn. spojrzenia w kierunku nosa). Upośledzeniu nerwu odwodzącego towarzyszy często słabe i nieregularne unerwienie mięśnia prostego bocznego przez dolną gałąź nerwu okoruchowego. Powoduje to unerwienie mięśni działających w odwrotnych kierunkach przez ten sam nerw. Konsekwencją tego jest zaciąganie oka do oczodołu w trakcie prób odwodzenia, co utrudnia normalne ruchy gałki ocznej. Znacznie rzadziej (zwykle wtórnie) występują zaburzenia w obrębie samych mięśni (gł. prostego bocznego) oraz innych struktur. Zmiany w chorym oku mogą mieć różne nasilenie – od nieznacznego, aż do całkowitego upośledzenia odwodzenia oka. Objawy w 78,1–80% dotyczą jednego oka (częściej lewego – 71,9% przypadków występowania jednoocznego). W pozostałych przypadkach choroba w różnym stopniu dotyka oboje oczu.
W trakcie operacji korygujących wykazano (większe niż w zdrowej części populacji) wtórne do odnerwienia i patologicznego unerwienia zmiany w oczodole:
- przyrośnięcie mięśnia prostego bocznego i prostego przyśrodkowego do ściany oczodołu,
- zwłóknienie mięśnia prostego bocznego.

Wśród objawów bezpośrednich zespołu Duane’a należy wyróżnić:
- upośledzenie odwodzenia oka dotkniętego chorobą,
- upośledzenie przywodzenia (w mniejszym jednak stopniu niż odwodzenia) tego samego oka,
- zwężenie szpary powiekowej i nieznaczne zaciągnięcie dotkniętego oka do oczodołu w trakcie przywodzenia,
- poszerzenie szpary powiekowej w trakcie odwodzenia (objaw niecharakterystyczny, typowy dla wielu innych sytuacji w których odwodzenie jest ograniczone),
- obniżona konwergencja (zbieżność oczu), często połączona z mimowolnym odwodzeniem gałki ocznej w trakcie próby silniejszej konwergencji,
- twarz lekko zwrócona w kierunku dotkniętego oka w celu utrzymania widzenia dwuocznego.

Z rzadszych objawów należy wymienić:
- uniesienie dotkniętego chorobą oka w trakcie przywodzenia (ang. upshot),
- obniżenie dotkniętego chorobą oka w trakcie przywodzenia (ang. downshot), ten objaw jest znacznie rzadszy od poprzedniego,
- kompensacja wzmożonymi ruchami głowy zawężenia pola widzenia dwuocznego,
- sporadyczna obecność objawu diplopii (jedynie nieliczni pacjenci wykazują podwójne widzenie).

## Typy kliniczne
Oprócz genetycznego podziału choroby na DURS1 i DURS2 istnieją również dwa podziały kliniczne: Browna i Hubera.

### Klasyfikacja Browna
Klasyfikacja Browna (powstała w 1950) roku jest klasyfikacja ściśle kliniczną. Wyróżnia ona następujące typy choroby:
- typ A: upośledzone odwodzenie i (w mniejszym stopniu) upośledzone przywodzenie (te przypadki po raz pierwszy opisał Duane),
- typ B: upośledzone odwodzenie i prawidłowe przywodzenie,
- typ C: upośledzone przywodzenie i (w mniejszym stopniu) upośledzone odwodzenie (w tym wypadku chory odwraca głowę od dotkniętego chorobą oka).

### Klasyfikacja Hubara
Klasyfikacja ta (powstała w 1974 roku) opiera się na badaniach elektromiograficznych. Wyróżniamy następujące typy:
- typ I: znacznie upośledzona zdolność odwodzenia (opowiada typowi B według Browna), występuje on u 78% chorych;
- typ II: upośledzone przywodzenie (opowiada typowi C według Browna), jego przyczyną jest wspólne unerwienie dla mięśnia prostego bocznego i przyśrodkowego przez nerw okoruchowy, występuje on u 7% chorych;
- typ III: upośledzone odwodzenie i przywodzenie (opowiada typowi C według Browna), unerwienie mięśnia prostego bocznego przez nerw okoruchowy jest słabe, jednakże wspólne działania mięśnia prostego i przyśrodkowego wzajemnie znoszą swoje działanie; występuje on u 15% chorych.

W obrębie każdego z tych typów wyróżniono 3 grupy:
- grupa A – oko chore w pozycji wyjściowej jest przywiedzione (ezotropia)
- grupa B – oko chore w pozycji wyjściowej jest odwiedzione (egzotropia)
- grupa C – oko chore w pozycji wyjściowej jest skierowane prosto

## Diagnostyka różnicowa
Zaburzenia podobne do tych, które występują w zespole Duane’a mogą być przyczyną urazu, stanu zapalnego zlokalizowanego w oczodole (w wypadku gdy obejmuje on nerwy lub mięśnie zewnętrzne gałki ocznej). W takich przypadkach pełna historia choroby pozwala rozstrzygnąć o etiologii zaburzeń, choć pojawienie się objawów we wczesnym dzieciństwie może tę diagnostykę znacznie utrudnić. Ważna jest wówczas ocena szerokości szpary powiekowej oraz ułożenia głowy dziecka. Wystąpienie wspomnianych wcześniej upshotów i downshotów przesądza zwykle o zdiagnozowaniu zespołu Duane’a (w wypadku porażenia nerwu odwodzącego takie objawy są niezwykle rzadkie). W diagnostyce różnicowej warto też uwzględnić wspomniane wyżej zespoły i objawy o szerszym spektrum narządowym.

## Leczenie

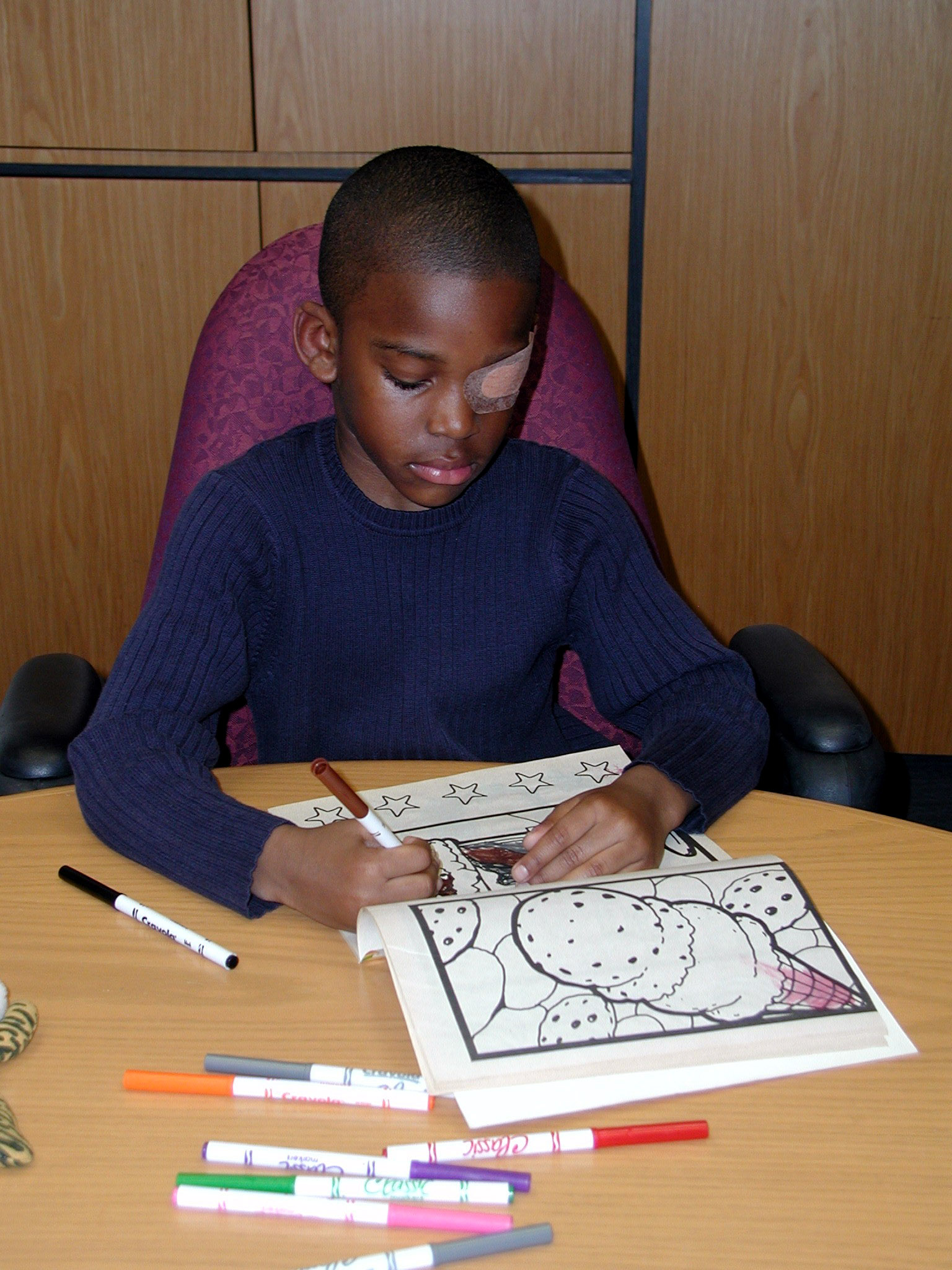
Leczenie ambliopii

U większości pacjentów objawy są słabo nasilone i rzadko stanowią utrudnienie w normalnym życiu. Zdolność dwuocznego widzenia jest zachowana u niemal 100% chorych (mimo ograniczenia pola dwuocznego widzenia). Amblyopia jest objawem dość rzadko występującym (10–21%, wyraźna amblyopia występuje jedynie u 3% pacjentów), jeśli jednak wystąpi jest słabo zaznaczona. Leczy się ją w sposób typowy zasłaniając czasowo zdrowe oko. Można też używać specjalnych okularów z pryzmatem/pryzmatami, które ułatwiają dwuoczne widzenia bez konieczności odwracania głowy w bok. Anizometropia (różnowzroczność) o różnym nasileniu występuje w 14–50% przypadków.
Nie ma leczenia przyczynowego w zespole Duane’a, gdyż nie istnieją metody zastąpienia niefunkcjonującego nerwu przeszczepem. Leczenie chirurgiczne zalecane jest tylko w wypadku, gdy pacjent utracił zdolność widzenia dwuocznego i tylko wypadkach, gdy powoduje to dodatkowe dolegliwości, w szczególności wyraźne odwrócenie głowy w jedną ze stron ciała. Często operacja taka nie jest konieczna w dzieciństwie, jednak w późniejszym okresie może być zalecana, nie tylko ze względów kosmetycznych, ale także w celu poprawienia postawy i zapobiegania przykurczom mięśni karku.

### Leczenie chirurgiczne
W leczeniu typów A i B najczęstszą metodą leczenia chirurgicznego jest przecięcie mięśnia prostego przyśrodkowego. W typie C natomiast odcinamy od gałki ocznej mięsień prosty boczny. Obecnie jednak coraz częściej wykonuje się operacje z grupy transpozycji mięśni zewnętrznych gałki ocznej (Vertical Rectus Transposition) (czasem z użyciem botuliny). W celu zmniejszenia silnie nasilonych objawów upshot lub downshot pozytywne efekty przynieść mogą operacje typu „Y-splitting” połączone zwykle z chirurgicznym osłabieniem działania mięśni. Na efekty działań chirurgicznych trzeba czasem czekać dość długo (kilka tygodni). W olbrzymiej większości przypadków nie eliminują one podstawowych problemów pacjenta, a jedynie w różnym stopniu je zmniejszają. Dość często wymagane są powtórne operacje. Zabiegi te obarczone są ryzykiem wystąpienia niedokrwienia komory przedniej oka (ASI).